# Procatopus
Procatopus is een geslacht van straalvinnige vissen uit de familie van de levendbarende tandkarpers (Poeciliidae).

## Soorten
- Procatopus aberrans Ahl, 1927
- Procatopus nototaenia Boulenger, 1904
- Procatopus similis Ahl, 1927
- Procatopus websteri Huber, 2007